# Kandalakšský břeh

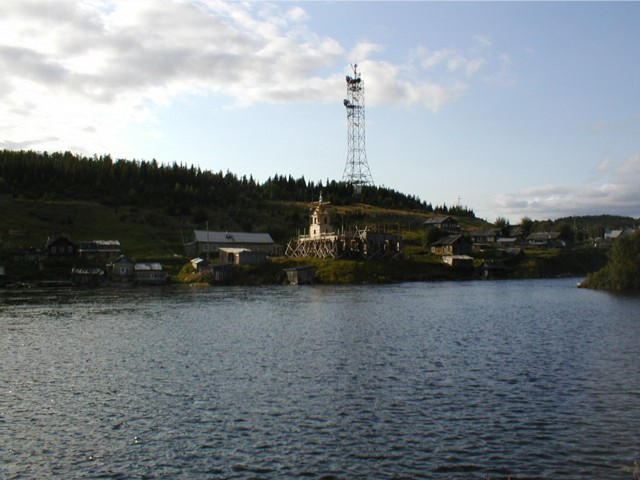
Kandalakšský břeh

Kandalakšský břeh (rusky Кандалакшский берег) je název jihovýchodního břehu Kolského poloostrova v Murmanské oblasti v Rusku. Sahá od města Kandalakša k ústí řeky Varzugy.